# Holger Biilmann
Holger Biilmann (20. června 1797, Tunø – 6. srpna 1864, Kodaň) byl dánský obchodník a zastupující inspektor jižního Grónska.

## Životopis
Holger Biilmann byl synem pastora Mortena Johansena Biilmanna a jeho ženy Jacobine Jacobsenové. 19. prosince 1836 se v Grevinge oženil s Johanne Elisabeth Laurine Bang (1815–1882). Z manželství se narodily pouze dcery, ale prostřednictvím nemanželského syna je Biilmann předkem rodu Biilmannů v Grónsku.
Holger Biilmann byl v roce 1822 jmenován asistentem v Nuuku. Jen o rok později se stal dočasným správcem kolonie. V roce 1826 byl přeložen do Maniitsoqu. S výjimkou pobytu doma v letech 1835 až 1837 zůstal v Maniitsoqu necelé čtvrtstoletí. V roce 1848 zastoupil Carla Petera Holbølla ve funkci inspektora jižního Grónska. V letech 1850 až 1852 byl správcem kolonie v Qaqortoqu a v roce 1853 se vrátil do Dánska. Později se stal správcem hřbitova a komorním radou v Kodani, kde v roce 1864 ve věku 67 let zemřel.